# Grèves de 1953 en France
Les grèves de 1953 en France sont une série de grèves, touchant en août 1953 principalement la fonction publique initiées en réaction aux projets du gouvernement Joseph Laniel investi le 26 juin qui souhaite procéder durant la période des congés au moyen de décrets-lois à de fortes économies sur la fonction publique. Elles se concluent par un succès du mouvement syndical, qui fait preuve d'unité et obtient des hausses de salaires et l'annulation des décrets-loi. Précédé de deux semaines par le massacre du 14 juillet 1953 à Paris ce mouvement est suivi au printemps qui suit par l'accession au pouvoir de Pierre Mendès France.

## Contexte

### Laniel et Giscard veulent des économies pour financer la guerre d'Indochine
Alors que le précédent mouvement national de grève interprofessionnel pour les salaires a été un échec pour les syndicats en 1950, le président du Conseil Joseph Laniel, chef d’entreprise militant du CNIP, prône des économies budgétaires, malgré une croissance à l'arrêt depuis 1952, car la guerre d'Indochine coûte cher et la France s’y enlise. Il obtient de l'Assemblée nationale l'habilitation à gouverner par décrets-loi, pour faire des économies. Les députés la votent le 11 juillet pour trois mois, et le pouvoir d'achat semble amputé, alors que les tickets de rationnement ont perduré jusqu'au 1er décembre 1949 et la France s’enlise dans le conflit indochinois, malgré le «plan Marshall» pour la reconstruction de l'Europe, en place depuis avril 1948. Le jeune Valéry Giscard d'Estaing vient d'obtenir de Joseph Laniel le ministère des Finances, peu avant cette grève de l'été 1953. Il a été introduit aussi par Jacques Loste depuis septembre 1951 auprès d'Edgar Faure, homme d'influence.
Dès les semaines qui suivent l'arrivée de Valéry Giscard d'Estaing, des fuites évoquent les mesures de rigueur ensuite présentées au Conseil supérieur de la fonction publique. Dans Le Figaro, il est critiqué par François Mauriac, qui parle d'« une dictature à tête de bœuf » en disant « Il y a du lingot dans cet homme-là ».

### Le décret-loi reculant de deux ans de l'âge de départ en retraite
L'un des décrets-lois prévoit d'imposer un recul de deux ans de l'âge de départ en retraite de tous les fonctionnaires, alors fixé à 65 ans pour les services sédentaires et à 58 ans pour les services actifs. De plus, le gouvernement entend requalifier des « actifs » en « sédentaires », ce qui les aurait contraints à travailler sept années supplémentaires[source insuffisante].

### Un pouvoir d'achat en berne
La situation salariale des fonctionnaires n’est pas très favorable en 1953. Leur niveau de vie n’aura retrouvé celui de 1930, à peine, seulement 1956, toujours très en dessous de celui de 1936. Après avoir brutalement reculé entre 1945 et 1949, il tend néanmoins à s’améliorer après cette date. Le contexte général était alors à un « retard » du salaire horaire d’environ 30 % par rapport aux prix de détail, le rapport masse salariale/PIB étant passé de 45% en 1948 à 42 % en 1952, même si la hausse nominale de la masse salariale semblait spectaculaire, avec 7% en 1949, 12 % en 1950, 24% en 1951 et 20% en 1952.

## Prémices
Fin mars 1953, Auguste Lecoeur président de la puissante Fédération des mineurs du Nord et du Pas-de-Calais, apparait au sein de la CGT comme "le partisan" d'une tactique plus "dure" que celle suivie par le numéro un Benoit Frachon. Il conseille de développer "une lutte permanente de harcèlement de façon à préparer une grande journée unanime", avec les autres syndicats, "dont la date sera fixée ultérieurement". Mais Lecoeur ne vzut pas répéter le choix tactique de la grève des mineurs de 1948, difficile "dans les conditions présentes, où, du fait du plan Schuman, les stocks sont considérables sur les carreaux des fosses".

## Déroulement

### Début le 4 août aux PTT de Bordeaux
Amorcé aux PTT de Bordeaux le 4 août 1953, où est votée une grève illimitée à la place de celle d'une heure proposé par les syndicats, le mouvement atteint d'autres services publics (EDF-GDF, SNCF, RATP, Air France), les entreprises nationalisées (Charbonnages de France, arsenaux), la fonction publique territoriale et touche aussi quelques entreprises de la métallurgie.
Avant de devenir effectives, les mesures contestées doivent être présentées au Conseil supérieur de la fonction publique qui est convoqué le 4 août, convocation repoussée au 7 août.
Le 4 août 1953, les syndicats de la fonction publique appellent à une grève limitée à une heure, pour protester contre les décrets-lois gouvernementaux. À Bordeaux, les postiers de toutes obédiences (CGT, FO, CFTC et autonomes) décident la prolongation de ce mouvement en grève illimitée. Par télégramme et téléphone, ils font connaître leur décision à l'ensemble des centres postaux et téléphoniques et à toutes les fédérations syndicales.

### Extension et pic le 18 août
La direction nationale de FO soutient le mouvement dès le 1er jour. La CGT, d'abord volontairement à l’écart, la rejoint dès le 5 août et l'accompagne, mais prudemment, avec en tête la répression des grèves de 1947 et celle qui a suivi la grève des mineurs de 1948. Ses militants se montrent cependant très actifs pour mobiliser des comités de grève à la base, écrivant des cahiers de revendications.
Le monde ouvrier, pas directement concerné, ne suit pas dans la plupart des départements, sauf le Pas-de-Calais où la grève s’étend au secteur nationalisé des mines, et en Loire-Atlantique. Dans certains ports, les dockers débrayent aussi, dans le sillage de leur grève de 1949-1950 contre la guerre d'Indochine. La grève commence ainsi à s'étendre dans le Pas-de-Calais le 6 août dans les PTT. Les dockers de Boulogne-sur-Mer et de Calais sont mobilisés.
Le 7 août, la France compte déjà 2 millions de grévistes et 4 millions le 13 août.
Le mouvement continue aux PTT et reprend ainsi le 11 à la SNCF et le 12 à l’Électricité et au Gaz de France. Dans les houillères, la grève n’y est encore que partiellement suivie le 10 août, les mineurs étant informés que les stocks de charbon sont importants, mais elle se généralise ensuite et elle est totale au fond à partir du 14 août pour atteindre son pic le 18 août.
La grève entraîne aussi certains travailleurs du secteur privé (ouvriers du bâtiment et de diverses entreprises métallurgiques ou chimiques) à partir du 13 août, mais leur influence reste périphérique.

### Décrue à partir du 20 août et fin le 27 août
La décrue s’amorce le 20 août dans les PTT, le 22 dans la SNCF et le 24 pour l’Électricité et le Gaz de France. Dans les mines, le travail ne reprend vraiment que le 26 et le 27 août.
Le mouvement aura été de longue durée : 
- 12 jours de grève pour la SNCF, l’Électricité et le Gaz de France;
- 14 dans les PTT;
- 17 jours aux Houillères.

### Négociations officielles du 15 août et appel à la reprise du 21 août
Malgré la grève qui dure depuis 4 jours, les décrets-lois sont adoptés le 9 août et publiés au Journal officiel dès le lendemain, suivis de plusieurs interventions radiophoniques du président du conseil Joseph Laniel.
Le gouvernement ne s'est pas immédiatement senti menacé car le président de l'Assemblée nationale Édouard Herriot renâcle à convoquer une séance extraordinaire. De son côté la gauche reste divisée et pénalisée par l'absence d'alliance entre la SFIO et le PCF.
La grève gagne cependant en sympathie populaire, d'autant plus que les débordements sont très limités.
Le gouvernement décide alors d'en tirer parti pour mettre en avant la CFTC et FO, quitte à leur concéder des avancées importantes. Ainsi, des négociations débutent sans la CGT. Les tractations ne deviennent officielles qu'à partir du 15 août, et aboutissent à un appel CFTC-FO pour la reprise du travail, le 21 août.
Le flou du texte ne satisfait pas les grévistes. La CGT profite de ce climat pour rejoindre les négociations et appelle à son tour la reprise du travail le 25 août,.
La CGT fait inclure dans cette sortie de conflit la libération de membres du bureau confédéral de la CGT emprisonnés depuis des mois, comme Alain Le Léap et Lucien Molino.

### Echec de la loi de réquisition
La loi de 1950 sur «l'organisation de la nation en temps de guerre» étendue au temps de paix, permet de réquisitionner les  grévistes mais cela s'avère difficile. Les tentatives de contourner la grève se révèlent des échecs alors que la paralysie des services publics se développe : arrêt de l'essentiel des trains, télécommunications réduites, arrêt de l'enlèvement des ordures ménagères, etc. Le 7, on compte 2 millions de grévistes et 4 millions le 13 août.
Cependant, aux PTT, le gouvernement exige 7500 suspensions pour refus de réquisition, appliquant la loi de 1950.

## Tensions et rapprochements entre PCF et SFIO
Le climat politique est sous la pression de la coûteuse guerre d'Indochine, violemment combattue par la CGT et bien sûr le PCF, mais aussi de plus en plus impopulaire chez les militants et élus SFIO. Les tensions entre les leaders socialistes et communistes perdurent depuis le début 1947, les seconds reprochant aux premiers leurs responsabilités dans cette guerre et le vote de la loi des apparentements de 1951 « qui a enfanté cette assemblée réactionnaire ». Le quotidien régional communiste Liberté accuse Guy Mollet, leader régional et national de la SFIO, de taire les vraies raisons de la crise sociale et estime que la plupart des militants socialistes veulent l'unité d'action avec les communistes afin d'obtenir un changement de politique, la grève de l'été 1953 ayant fait considérablement progresser ce souhait.
D'autres témoignages relateront que le parti communiste n'a guère « fait autre chose que suivre le mouvement », inspiré par les syndicats FO et CFTC. Dans le Pas-de-Calais, la fédération communiste adresse aux socialistes du département une lettre proposant une action commune pour coordonner l'aide apportée par les municipalités aux grévistes, mais sans aboutir. Dans ce département, au cours du deuxième semestre 1953, les souhaits d'une solution rapide à la guerre d'Indochine pour un retour des soldats français « sont de plus en plus largement partagés »

## Résultat de la grève
- aucun des décrets-lois contestés n'est finalement appliqué, l'âge de la retraite n'est pas repoussé;
- les sanctions pour faits de grève sont inappliquées;
- les fonctionnaires obtiennent des revalorisations salariales[1], sans retrouver toutefois leur niveau d'avant-guerre[8],[2], via un desserrement de la politique de rigueur ensuite rebaptisé en 1954, sous Pierre Mendes France, « politique d'expansion dans la stabilité»[2];

## Conséquences syndicales
À la suite de cette grève est fondée une nouvelle Fédération générale des fonctionnaires FO, distincte pour la première fois de celle des postiers. Fin janvier 1954, la CGT se joint cette fois à un appel commun CFTC-FO, alors qu'elle était absente de la grève de 1953 à ses débuts.

## Conséquences politiques
La grève s'inscrit dans un contexte politique qui fait suite aux "38 jours de flottement" du printemps 1953, quand le président du Conseil René Mayer est tombé le 21 mai, après six mois aux affaires et avoir perdu le soutien des gaullistes. Son ministère tombe sur une demande de pouvoirs spéciaux en matière financière (71 gaullistes ont voté contre le gouvernement d'un Européen convaincu, partisan de la CED), sans qu'aucun des cinq successeurs proposés par le président Vincent Auriol (Guy Mollet, André Diethelm, Paul Reynaud, Pierre Mendès France, ou encore Georges Bidault) ne parviennent à réunir à l'Assemblée nationale le nombre de voix nécessaires pour être investis. Son successeur Joseph Laniel n'est investi que le 28 juin.
Débutée le 4 août aux PTT de Bordeaux, la grève a lieu un peu plus d'un mois après le 21 mai, jour où le président du Conseil René Mayer, aux affaires depuis moins de six mois, est tombé.
La grève a joué un rôle dans le vote qui a permis, moins de dix mois après le conflit, l'investiture de Pierre Mendes France, cette fois avec les voix du PCF qui lui avaient manqué au printemps 1953. Pierre Mendes France modifie ensuite à la fois la politique sociale et  la politique coloniale, en accordant l'indépendance à la Tunisie et au Maroc.